# خوسيه هيريرا
خوسيه هيريرا (بالإسبانية: José Herrera)‏ هو لاعب كرة قاعدة فنزويلي، ولد في 8 أبريل 1942 في ولاية أنزواتغي في فنزويلا، وتوفي بنفس المكان في 16 أكتوبر 2009.

## وصلات خارجية
- خوسيه هيريرا على موقعبيزبول رفرنس.كوم (الدوري الرئيسي) (الإنجليزية)
- خوسيه هيريرا على موقعبيزبول رفرنس.كوم (الدوري الثانوي) (الإنجليزية)
- خوسيه هيريرا على موقع مشجعي الرسوم البيانية (الإنجليزية)